# René Navarre
Pour les articles homonymes, voir Navarre (homonymie).
René Navarre est un acteur français, né le 8 juillet 1877 à Limoges (Haute-Vienne) et mort le 8 février 1968 à Azay-sur-Cher (Indre-et-Loire).
Il a notamment tourné de nombreux films avec Louis Feuillade dont le rôle-titre dans Fantômas.

## Biographie

### Jeunesse et formation
Victor-René Navarre naît le 8 juillet 1877 à Limoges, en Haute-Vienne.
Il poursuit des études jusqu'à l'âge de seize ans, avant de quitter Limoges pour Paris, où il débute au théâtre de l'Atelier dans Patrie, une pièce de Victorien Sardou. Pendant quinze ans, il joue dans toutes les grandes salles parisiennes et de province.

### Carrière

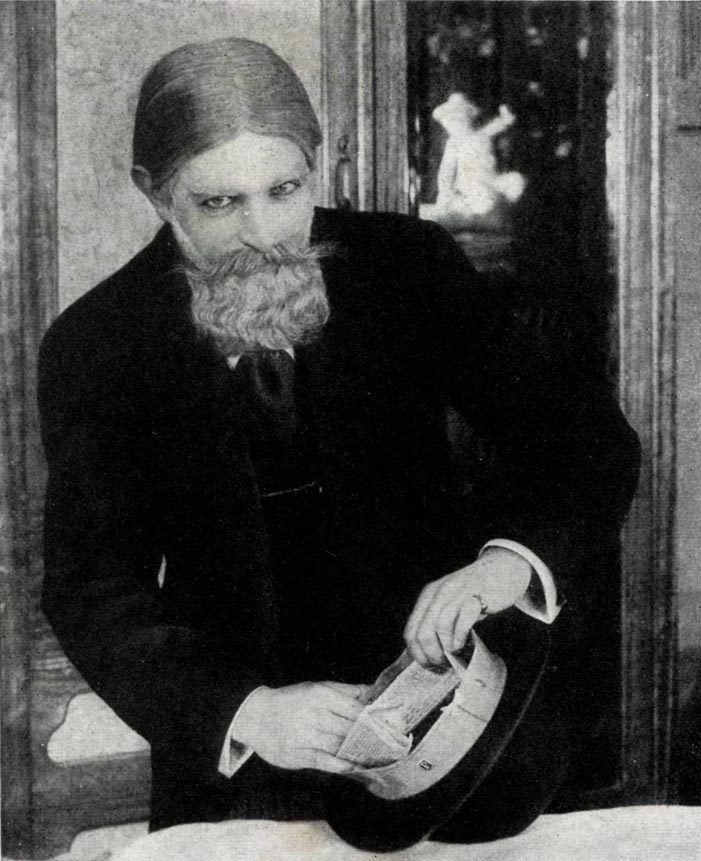
René Navarre en Fantômas, déguisé (1913)

En 1909, René Navarre débute au cinéma chez Gaumont et, durant quatre ans, il tourne dans de nombreux films, comiques et dramatiques. Le réalisateur Louis Feuillade lui offre le rôle principal dans les films de la série Fantômas, cinq épisodes réalisés entre 1913 et 1914.
En 1915, mobilisé au début de la Première Guerre mondiale, il est réformé. Il tourne alors dans Le Grand Souffle de Gaston Ravel et décide de créer sa maison de production, les « Films-René-Navarre » afin de diriger lui-même ses propres films. En 1916, avec le réalisateur Gérard Bourgeois, il réalise Christophe Colomb avec les acteurs Georges Wague et Jean Garat. L'année suivante, il produit quatre dessins animés d'Émile Cohl et Benjamin Rabier. En septembre 1919, avec Gaston Leroux et Arthur Bernède, il fonde la Société des Cinéromans qui sera revendue à Pathé, en 1922.
En 1923, il endosse les costumes de François Vidocq, le déserteur, aux côtés de l'actrice Elmire Vautier, son épouse alors, dans le ciné-roman Vidocq de Jean Kemm, en 10 épisodes.
Le cinéma parlant freine sa carrière, son jeu est jugé trop théâtral, il est relégué aux rôles secondaires, avec des apparitions aux côtés de Jean Gabin dans Mephisto en 1930, dans Fantômas de Paul Féjos en 1932 et dans Judex 34 de Maurice Champreux. En 1937, il joue dans Chéri-Bibi de Léon Mathot, puis en 1938, dans La Route enchantée de Pierre Caron avec Charles Trenet et dans Brazza ou l'Épopée du Congo de Léon Poirier en 1939.
En 1940, il abandonne le cinéma, après avoir participé dans la comédie Les Surprises de la radio de Marcel Paul.

### Mort
René Navarre est mort en février 1968, à l'âge de 90 ans, à Azay-sur-Cher, en Indre-et-Loire, et est enterré au cimetière de La Salle à Tours.

### Vie privée
En 1910, René Navarre remarque dans une troupe anglaise une danseuse « plus jolie que les autres » [réf. souhaitée]. Elle s'appelle Nelly Palmer (1891-1916) ; il l'épouse en 1912,. Ils ont un fils, Paul-René, qui décèdera en Algérie en 1942. Nelly meurt en 1916, à l'âge de 25 ans, de la fièvre typhoïde.
En 1920, il a une fille, Christiane, de sa relation avec l'actrice Jacqueline Arly (1898-1980).
En 1922, il rencontre l'actrice Elmire Vautier (1897-1954), qui devient sa partenaire dans le ciné-roman Vidocq de Jean Kemm. Il se remarie avec elle le 5 avril 1924, à Tours. Ils ont une fille, Marie Madeleine Muguette Pascaline Navarre (1924-2008), puis divorcent, le 28 novembre 1936,.

## Filmographie

### Années 1910
- 1910 : André Chénier d'Étienne Arnaud : le docteur Guillotin
- 1910 : Le Lien du crime d'Étienne Arnaud
- 1910 : La Louve de Michel Carré
- 1910 : La Navaja de Michel Carré
- 1910 : Par un jour de carnaval de Georges Denola
- 1910 : Le Revenant de Georges Denola
- 1910 : La Puissance du souvenir (ou Le Monstre) d'Albert Capellani
- 1910 : Une bonne neurasthénique : le médecin
- 1910 : La Mariée du château maudit (ou La Fiancée du château maudit) d'Albert Capellani
- 1911 : Le Destin des mères de Louis Feuillade : Hubert de Saint-Gilles
- 1911 : L'Alibi de Louis Feuillade
- 1911 : Les Vipères de Louis Feuillade
- 1911 : En grève de Louis Feuillade
- 1911 : Le Chef-lieu de canton de Louis Feuillade) : Jean Marcieux
- 1911 : Le Mariage de l'aînée de Louis Feuillade
- 1911 : L'Amour qui tue de Léonce Perret
- 1911 : Aux lions les chrétiens de Louis Feuillade
- 1911 : La Chrysalide
- 1911 : Le Crime inutile de Louis Feuillade
- 1911 : La Lettre aux cachets rouges de Louis Feuillade
- 1911 : La Lettre égarée de Louis Feuillade
- 1911 : La Maison de la peur ou La Maison hantée de Louis Feuillade
- 1911 : Les Menottes de Louis Feuillade
- 1911 : Quand les feuilles tombent de Louis Feuillade
- 1911 : Le Poison de Louis Feuillade
- 1911 : Le Trust ou les Batailles de l'argent de Louis Feuillade : Julien Kieffer
- 1911 : Le Trafiquant de Louis Feuillade
- 1911 : La Suspicion de Louis Feuillade
- 1911 : Sous le joug de Louis Feuillade
- 1911 : L'Aventurière ou les Cigarettes narcotiques  de Louis Feuillade
- 1911 : La Demoiselle du notaire de Louis Feuillade
- 1911 : Bébé somnambule de Louis Feuillade : M. Soupière
- 1911 : Bébé marie sa bonne de Louis Feuillade : Polyte
- 1911 : Bébé persécute sa bonne de Louis Feuillade : Anatole
- 1911 : Bébé protège sa sœur de Louis Feuillade : Julot
- 1911 : Le Noël de Bébé de Louis Feuillade : Guy des Epuisettes
- 1911 : Le Contrebandier de Georges-André Lacroix
- 1911 : Le Médecin du bagne de Georges-André Lacroix
- 1912 : Plus fort que la haine de Léonce Perret
- 1912 : L'Homme de proie de Louis Feuillade : Delmas
- 1912 : Androclès (film, 1912) de Louis Feuillade
- 1912 : Bébé et le financier de Louis Feuillade
- 1912 : Bébé, Bout de Zan et le Voleur de Louis Feuillade
- 19212 : Bébé et le Satyre de Louis Feuillade
- 1912 : Bébé jardinier de Louis Feuillade
- 1912 : Bébé veut payer ses dettes de Louis Feuillade
- 1912 : Bébé voyage de Louis Feuillade
- 1912 : Le Pont sur l'abîme de Louis Feuillade : Albano Rodriguez
- 1912 : Préméditation de Louis Feuillade : Julien Mercœur
- 1912 : La Vie ou la Mort de Louis Feuillade : le docteur Robert
- 1912 : La Course aux millions de Louis Feuillade : Jean
- 1912 : Le Proscrit de Louis Feuillade : Jean Dervieux
- 1912 : L'Oubliette de Louis Feuillade : le détective Dervieux
- 1912 : L'Erreur tragique de Louis Feuillade : René de Romiguières
- 1912 : Les Audaces de cœur de Louis Feuillade : le marquis de Rodiguières
- 1912 : La Prison sur le gouffre de Louis Feuillade : le marquis de Flers
- 1912 : L'Accident de Louis Feuillade : Georges d'Anglade
- 1912 : L'Anneau fatal de Louis Feuillade : Lazare Loew
- 1912 : Les Braves Gens de Louis Feuillade : Monsieur Descoing, le maire
- 1912 : La Cassette de l'émigrée de Louis Feuillade : Rousseau
- 1912 : La Hantise de Louis Feuillade : Jean Trévoux
- 1912 : La Mort ou la Vie de Louis Feuillade
- 1912 : Le Mort vivant de Louis Feuillade : le lieutenant Lespare
- 1912 : Chauffeur par amour de Louis Feuillade
- 1912 : Compliments sincères de Louis Feuillade
- 1912 : Tyrtée de Louis Feuillade
- 1912 : Un grand reportage
- 1912 : Un grand seigneur de Henri Fescourt : Gaston
- 1912 : Cas de conscience de Louis Feuillade
- 1912 : Un scandale au village de Louis Feuillade
- 1912 : L'Homme giflé de Henri Fescourt
- 1912 : La Méthode du professeur Neura d'Henri Fescourt : le professeur Neura
- 1912 : Petites Causes, grands effets
- 1912 : Le Tourment de Louis Feuillade
- 1912 : La Rançon du bonheur de Léonce Perret
- 1913 : La Dentellière de Léonce Perret
- 1913 : Le Secret du forçat de Louis Feuillade : Jean Mareuil et Jean Marcieux
- 1913 : La Gardienne du feu de Louis Feuillade : Méral
- 1913 : L'Intruse de Louis Feuillade : M. Breschard
- 1913 : Le Revenant de Louis Feuillade : M. Danglade
- 1913 : Le Browning de Louis Feuillade : M. Malvers
- 1913 : La Robe blanche de Louis Feuillade : le comte de Ganges
- 1913 : Un drame au Pays basque de Louis Feuillade : Igarry
- 1913 : L'Écrin du Rajah de Louis Feuillade : le détective Dervieux
- 1913 : S'affranchir de Louis Feuillade : le colonel Verneaux
- 1913 : Une aventure de Bout de Zan de Louis Feuillade : le père de la fillette
- 1913 : La Première Idylle de Bout de Zan de Louis Feuillade
- 1913 : Sur la voie de Léonce Perret
- 1913 : L'Affranchi de Louis Feuillade
- 1913 : L'Angoisse de Louis Feuillade : Polyte
- 1913 : Les Chasseurs de lions de Louis Feuillade : Moreno
- 1913 : Après la tempête de Louis Feuillade
- 1913 : Au fond du gouffre de Léonce Perret
- 1913 : Au gré des flots de Louis Feuillade : Jean, le patron
- 1913 : Les Diamants du Sénéchal de Louis Feuillade : le vicomte de Santerec
- 1913 : En grève de Louis Feuillade
- 1913 : Le Guet-apens de Louis Feuillade : Jean Dervieux
- 1913 : La Marche des rois de Louis Feuillade : le mendiant
- 1913 : La Rencontre de Louis Feuillade : Jacues Bertal
- 1913 : Le Mariage de Miss Nelly de Louis Feuillade
- 1913 : La Petite Danseuse de Louis Feuillade : Davis
- 1913 : Le Mort qui tue - épisode de Fantômas de Louis Feuillade : Fantômas
- 1913 : À l'ombre de la guillotine de Louis Feuillade
- 1913 : L'Intrigue de Louis Feuillade : Isidore
- 1913 : Le Bon Propriétaire de Louis Feuillade (267 m)
- 1913 : Juve contre Fantômas  (épisode de Fantômas) de Louis Feuillade : Fantômas
- 1913 : Les Yeux ouverts de Louis Feuillade : Ubertino
- 1914 : Fantomas de Louis Feuillade (1,115 m) - Fantômas
- 1914 : Fantômas contre Fantômas de Louis Feuillade : Fantômas
- 1914 : L'Enfant de la roulotte de Louis Feuillade : M. Maugars
- 1914 : Manon de Montmartre de Louis Feuillade : le directeur
- 1914 : Le Calvaire de Louis Feuillade : M. de Moranges
- 1914 : Le Coffret de Tolède de Louis Feuillade
- 1914 : Le Faux Magistrat - épisode de Fantômas - de Louis Feuillade : Fantômas
- 1914 : Les Lettres de Louis Feuillade : M. Langeac
- 1914 : Les Pâques rouges de Louis Feuillade
- 1914 : La Petite Andalouse de Louis Feuillade
- 1914 : L'Heure de la douleur de Maurice Mariaud : Pierre Bianchi
- 1915 : Le Grand Souffle de Louis Feuillade
- 1915 : Le Même Sang de Gaston Ravel
- 1916 : Cœur fragile de Gaston Ravel
- 1916 : L'Épreuve de Louis Feuillade
- 1916 : Christophe Colomb (uniquement coréalisateur avec Gérard Bourgeois)
- 1916 : Document secret de René Navarre : Ralph Grame
- 1917 : Du rire aux larmes de Gaston Ravel
- 1917 : L'Homme qui revient de loin de René Navarre : Jacques de La Boissière
- 1917 : Miss de René Navarre
- 1917 : Oscar, chasseur chassé (en tant que producteur)
- 1917 : Les Aventures de Clémentine (en tant que producteur)
- 1917 : Les Fiançailles de Flambeau (en tant que producteur)
- 1917 : Flambeau au pays des surprises (en tant que producteur)
- 1917 : La Journée de Flambeau (en tant que producteur)
- 1918 : Ce bon La Fontaine de Gaston Ravel : Jean de La Fontaine
- 1918 : La Geôle de Gaston Ravel : Hugues Gaël
- 1919 : La Nouvelle Aurore d'Émile-Édouard Violet : Raoul de Saint-Dalmas, alias Pallas (ciné-roman en 16 épisodes)
- 1919 : Impéria de Jean Durand (en tant que directeur artistique et technique)

### Années 1920
- 1920 : Tue la mort de René Navarre, ciné-roman en 12 épisodes : Maître Tulamore, dit « Tue-la-mort »
- 1921 : La Reine-lumière (en tant que coréalisateur)
- 1921 : L'Aiglonne (en tant que coréalisateur)
- 1921 : Le Sept de trèfle (en tant que réalisateur)
- 1922 : L'Homme aux trois masques (en tant que coréalisateur)
- 1923 : Vidocq de Jean Kemm : François Vidocq, le déserteur (ciné-roman en 10 épisodes)
- 1923 : Ferragus de Gaston Ravel : Ferragus
- 1924 : Mon oncle d'Auguste Mariaud : le père Jean
- 1924 : Le Gardien du feu de Gaston Ravel : Goulven Denès
- 1925 : Les Murailles du silence de Louis de Carbonnat : Guy de Frénières
- 1925 : La Justicière de Maurice Gleize et Maurice de Marsan : Stanislas Wolberg
- 1926 : La Réponse du destin d'André Hugon : Léopold Quintana
- 1926 : Belphégor de Henri Desfontaines : M. Chantecocq (ciné-roman en 4 épisodes)
- 1926 : Jean Chouan de Luitz-Morat, ciné-roman en 8 épisodes : Maxime Ardouin
- 1928 : Le Plus Beau Mariage / Son épouse anglaise de Gustav Molander
- 1928 : L'Aigle de la Sierra de Louis de Carbonnat : El Tempranilio, Diego l'aigle de la Sierra
- 1928 : El Leon de Sierre Morena de Miguel Contreras Torres : El Tempranillio (version espagnole du film précédent)
- 1929 : Poker d'as d'Henri Desfontaines : le poker d'as et le comte Hubert de Rhuys (film tourné en 8 épisodes)
- 1929 : Le Chemin de la nuit/Poupée d'un soir (Der Weg durch die Nacht) de Robert Denisen
- 1929 : Le Meneur de joies (Die schleiertanzerin) de Charles Burguet : Gérard Summer

### Années 1930
- 1930 : Méphisto de René Navarre et Henri Debain (ciné-roman en 4 épisodes) : le professeur Bergmann & Méphisto
- 1933 : Judex 34 de Maurice Champreux : Kerjean
- 1934 : Mam'zelle Spahi de Max de Vaucorbeil : le major
- 1934 : Le Prince Jean de Jean de Marguenat
- 1934 : Le Centenaire de Pierre-Jean Ducis (court métrage)
- 1934 : Cocaïne de Louis S. Licot (court métrage)
- 1935 : L'École des vierges de Pierre Weill
- 1935 : Le Train d'amour de Pierre Weill
- 1935 : Le Grand Pari de Maurice Chalon (court métrage)
- 1937 : Arsène Lupin détective d'Henri Diamant-Berger : l'inspecteur
- 1938 :  Chéri-Bibi  de Léon Mathot : M. Charles, le politicien (également assistant-réalisateur)
- 1938 : Mon oncle et mon curé de Pierre Caron
- 1938 : La Route enchantée de Pierre Caron
- 1938 : Monsieur Coccinelle de Bernard Deschamps
- 1938 : Son oncle de Normandie de Jean Dréville
- 1939 : La Belle Revanche de Paul Mesnier
- 1939 : Bécassine de Pierre Caron
- 1939 : Les Trois Tambours (Vive la nation) de Maurice de Canonge
- 1939 : Brazza ou l'Épopée du Congo de Léon Poirier : Jules Ferry

### Années 1940
- 1940 : Les Surprises de la radio de Marcel Paul : le secrétaire (participation)

## Théâtre
- 1910 : Le Rubicond d'Édouard Bourdet, Théâtre Michel.
- 1923 : Vidocq d'Arthur Bernède et Pierre Gilles, Théâtre des Bouffes du Nord